# Герб Каховського району
Герб Каховського райо́ну — офіційний символ Каховського району, затверджений рішенням сесії районної ради.

## Опис
На лазуровому полі золоте сонце, що сходить над срібним символічним каналом. На верхній частині щита три золоті зірки в пояс, середня - більша, бокові - менші. Облямівку щита прикрашено орнаментом із золотих колосків. Щит обрамлено декоративним картушем з написом над ним на золотій стрічці "Каховський район".